# 14-es számú Országos Kéktúra szakasz

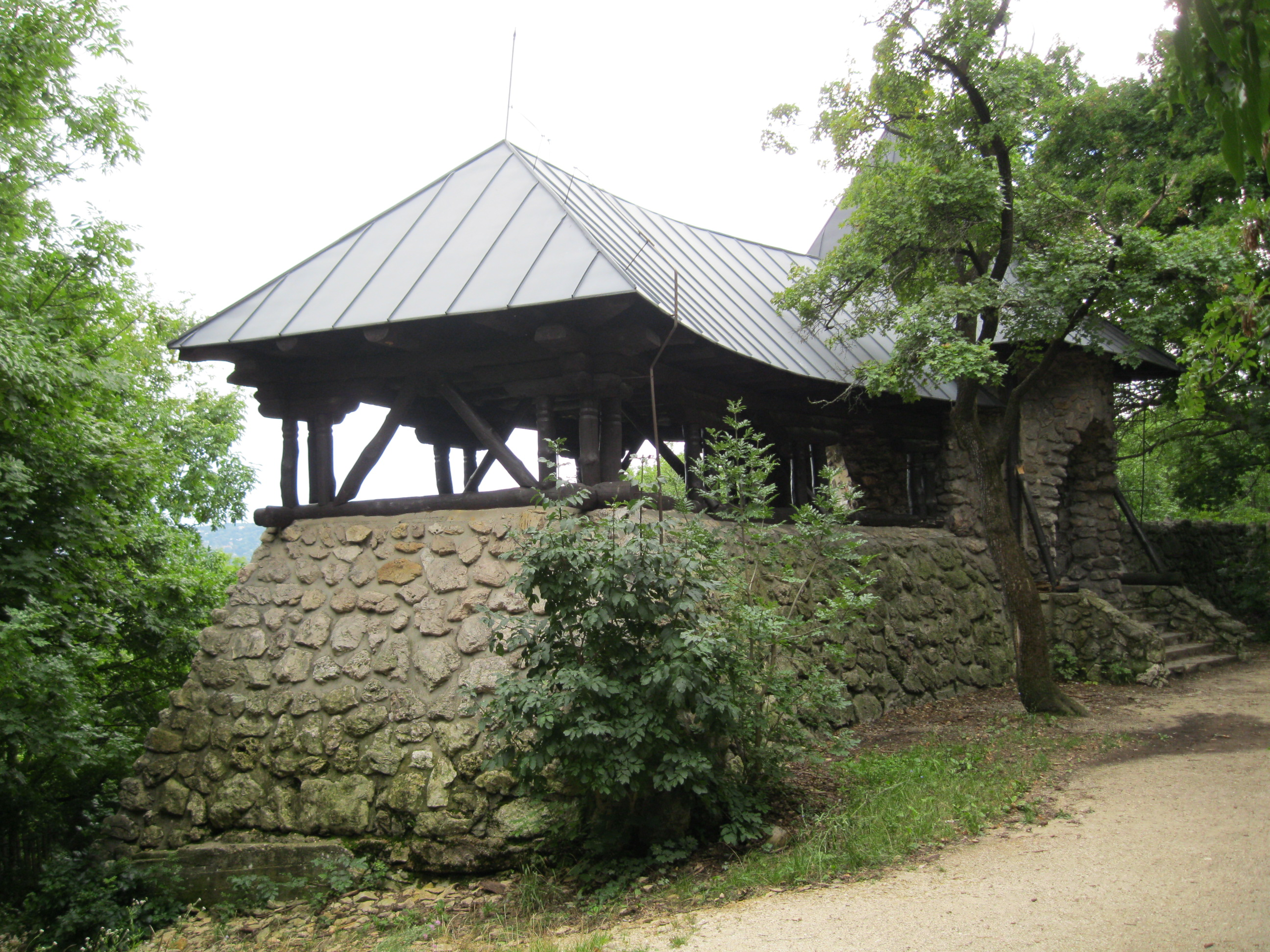
Az Árpád-kilátó

A 14-es számú Országos Kéktúra szakasz az Országos Kéktúra egyik szakasza a Budai-hegységben, Hűvösvölgytől a  Rozália téglagyárig (Bécsi út).

## Történelem
Az Országos Kéktúra eredeti, 1930-as években kijelölt útvonala Klastrompusztától a Pilis-nyergen keresztül csaknem egyenesen vezetett fel Dobogó-kőre. E mindössze 7 km-es szakasz helyett jelölték ki 1948 után azt a több mint 65 km hosszú kanyarulatot, amely bevezet a Budai-hegység szívébe, az akkor átadott Úttörővasút (ma Gyermekvasút) hűvösvölgyi végállomására.. Ennek a betoldásnak a része a jelenlegi 14-es számú szakasz is.

## Alszakaszok
| [ 1 ] | Szám      | Szakasz (pecsételőhely) | Táv     |
| ----- | --------- | --- | ------- |
|       | OKT-141   | Hűvösvölgy, Gyermekvasút vá. – Glück Frigyes út – Hármashatárhegyi repülőtér – Vadaskerti emlékmű – katonasír – Határnyereg – Oroszlán-szikla – Kecske-hegy – Látó-hegy – Árpád-kilátó – Fenyőgyöngye – Hármashatár-hegy | 8,0 km  |
|       | OKT-142   | Hármashatár-hegy – Vihar-hegy – Virágos-nyereg | 3,5 km  |
|       | OKT-143   | Csúcs-hegy – Rozália téglagyár | 2,4 km  |
|       | Összesen: | | 13,9 km |

## Érintett települések
A túraszakasz a következő települések közigazgatási területét érinti:

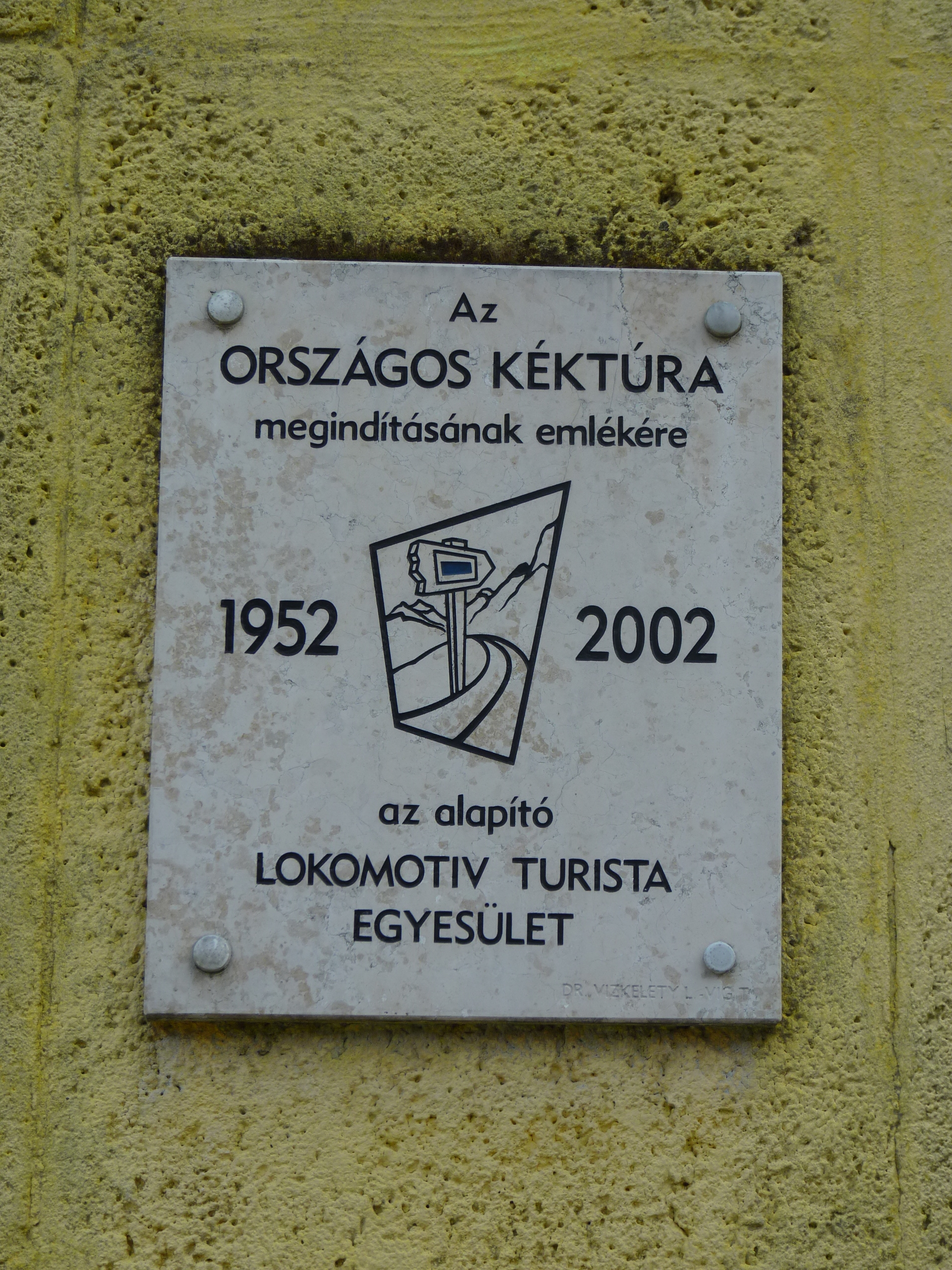
Országos Kéktúra emléktábla a Gyermekvasút Hűvösvölgy állomásának falán

- Budapest II. kerülete
- Budapest III. kerülete